# 南古城
南古城，位于中国青海省湟源县城关镇尕庄。1998年12月22日，列入第六批青海省文物保护单位。
南古城东西250米、南北245米，呈正方形，南北各设一门。南古城历史年代有争议，该城位置与《水经注》所载汉临羌县故城一致，故有人认为此地为汉代古城；亦有人认为此城为清代所建。